# 夢 (和田アキ子の曲)
「夢」（ゆめ）は、1997年10月25日に発売された和田アキ子の62枚目のシングル。

## 概要
米米CLUBの石井竜也が作詞・作曲・プロデュースを担当した。
キッカケは石井竜也が司会したテレビ東京の音楽番組音楽空間アンモナイトの和田アキ子プロデュースコーナー。
当初、バラエティ色の強いコーナーだったが、
後半は和田アキ子のドキュメンタリーとなった。
演出は、映像クリエイターの内田保憲。PVも話題になった。
2008年の和田のデビュー40周年記念に行われたニューヨーク・アポロ・シアター公演や、2013年のデビュー45周年記念コンサートのラストに歌われた。
和田本人も公式サイトで本楽曲について「いつまでも歌い続けたい歌」とコメントするなど、非常に気に入っている歌である。
NHK『NHK紅白歌合戦』で3回歌唱されている。
- 和田が紅組司会も務めていた1997年の『第48回NHK紅白歌合戦』では、前回の紅組司会者で、この年歌手として初出場を果たした、松たか子に曲紹介をされ、楽曲のイメージ通りの星空模様に彩られたNHKホールの中で、トリから2番目の位置で歌唱。
- 「21世紀に夢を持って進める歌を」と言うことで2回目の披露となった2001年の『第52回NHK紅白歌合戦』では、大勢の女性コーラス隊と男性ラッパ隊の元で、和田が6回目の紅組トリで歌唱。
- 2008年の『第59回NHK紅白歌合戦』でも、先述のアポロ・シアターでのステージが話題を呼んだことから、本楽曲が選曲され、紅組歌手全員に囲まれながら、7回目の紅組トリで歌唱。ただ、和田は司会を務めるTBS系『アッコにおまかせ!』の中で、「本当は『幸せのちから』（当年のヒット曲）を歌いたかった」と発言している。

## 収録曲
1. 夢
作詞・作曲：石井竜也／編曲：勝又隆一
2. 夢（インストゥルメンタル）